# Красавино-2
Красавино-2 — деревня в Кичменгско-Городецком районе Вологодской области.
Входит в состав Кичменгского сельского поселения, с точки зрения административно-территориального деления — в Кичменгский сельсовет.
Расстояние по автодороге до районного центра Кичменгского Городка составляет 7 км, до центра муниципального образования Кичменгского Городка — 7 км.
Население по данным переписи 2002 года — 39 человек (22 мужчины, 17 женщин). Преобладающая национальность — русские (97 %).